# نشریه روان پرستاری
نشریه روان پرستاری (به انگلیسی: Iranian Journal of Psychiatric Nursing (IJPN)) نام یک مجله علمی پژوهشی روان پرستاری و به صاحب امتیازی انجمن علمی پرستاری ایران  است.
این نشریه که با هدف چاپ تازهای تحقیقی در حوزه روان پرستاری، در اختیار گذاشتن مطالب و یافته‌های تحقیقی برای اساتید، دانشجویان و همکاران روان پرستار و سایر حرف مرتبط، توسعه و گسترش روان پرستاری مبتنی بر شواهد، ارتقای خدمات روان پرستاری در بالین،  ارتقای آموزش روان پرستاری، ارتقای مدیریت روان پرستاری، ارتقای خدمات پرستاری توانبخشی روانی، توسعه و گسترش روابط تیمی و عملکرد بین بخشی در اعضای تیم روانی،  روان پرستاری در حوزه‌های فوق تخصصی روان پرستاری: (سالمندی، کودکان ونوجوانان، قانونی، اخلاق، حقوق و..) فعالیت می‌نماید.
این مجله از سال ۱۳۹۱ پایه‌گزاری شده و مقالات منتشر شده در آن در زمینهٔ پژوهش‌ها و گسترش حرفه‌ای و کارکرد بالینی و آکادمیک روان پرستاری است. این نشریه در یکصدو یکمین جلسه کمسیون نشریات علوم پزشکی کشور، رتبه علمی پژوهشی خود را دریافت کرد.